# Герасимов, Всеволод Аркадьевич
Всеволод Аркадьевич Герасимов (16 декабря 1904 года, Великий Новгород — 3 июля 1984 года, Москва) — советский военный деятель, генерал-майор артиллерии (28 сентября 1943 года).

## Начальная биография
Всеволод Аркадьевич Герасимов родился 16 декабря 1904 года в Великом Новгороде.

## Военная служба

### Довоенное время
В августе 1922 года был призван в ряды РККА и направлен на учёбу в Ленинградскую школу тяжёлой береговой артиллерии комсостава, которая в январе 1923 года была преобразована в Ленинградскую школу полевой артиллерии комсостава. В сентябре того же года Герасимов был переведён на учёбу в Ленинградскую командную школу полевой тяжёлой артиллерии, после окончания которой в августе 1925 года был назначен на должность командира взвода тяжёлого артиллерийского дивизиона в составе 18-го стрелкового корпуса (Туркестанский фронт), а в октябре того же года был переведён в 36-й артиллерийский полк (36-я стрелковая дивизия), где служил на должностях командира огневого взвода и командира учебного взвода учебного артиллерийского дивизиона.
В сентябре 1927 года был направлен на учёбу на подготовительные курсы усовершенствования командного состава зенитной артиллерии, расположенные в Севастополе, после окончания которых в августе 1928 года был назначен на должность командира взвода 20-й отдельной батареи этих же курсов, а в ноябре — на должность курсового командира Школы зенитной артиллерии РККА там же. В январе 1929 года Герасимов был переведён в 33-й отдельный артиллерийский дивизион (Украинский военный округ), где служил на должностях командира артиллерийской батареи, командира учебной батареи и помощник командира дивизиона.
В октябре 1932 года был назначен на должность командира учебного артиллерийского дивизиона 183-го зенитного артиллерийского полка, в ноябре 1935 года— на должность помощника начальника 1-го отделения отдела артиллерии Киевского военного округа, в мае 1938 года — на должность начальника 2-го отделения 1-го отдела Управления начальника артиллерии этого же округа, а в марте 1940 года — на должность командира 509-го зенитного артиллерийского полка этого же округа.
В 1941 году вступил в ряды ВКП(б).

### Великая Отечественная война
С началом войны полк под командованием Герасимова вёл боевые действия в составе Юго-Западного фронта в районах Волочиска, Бердичева и Житомира, в августе — на реке Западная Двина, а затем в битве под Москвой. За мужество, проявленное в этих боях, Всеволод Аркадьевич Герасимов был награждён орденом Красного Знамени.
В марте 1942 года был назначен на должность командующего Куйбышевским, а в ноябре — на должность командующего Тульским дивизионными районами ПВО, части которого вели активные боевые действия по противовоздушной обороне Тулы, Калуги и Рязани, а также железнодорожных узлов и важнейших пунктов Сухиничи, Белёв, Алексин, Ряжск и других.
В январе 1944 года управление Тульского дивизионного района было передислоцировано в Гомель, где было преобразовано в Минский корпусной район ПВО, а в апреле — в 4-й корпус ПВО. В ходе подготовки и проведения Бобруйской наступательной операции 4-й корпус ПВО в составе Северного фронта ПВО прикрывал коммуникации, мосты, переправы, фронтовые станции выгрузки войск и военной техники, боеприпасов, особо важные эшелоны. При подготовке наступательных операций на территории Польши и Восточной Пруссии корпус прикрывал объекты, коммуникации и группировки войск 2-го, затем 3-го Белорусских фронтов.
В декабре 1944 года 4-й корпус ПВО был включён в состав Западного фронта ПВО, после чего корпус выполнял задачи по обеспечению противовоздушной обороны объектов на территории Белоруссии, Восточной Пруссии, Восточной Померании, а также во время наступательных операций на рубежах рек Неман, Нарев, Висла и Одер.

### Послевоенная карьера
После окончания войны Герасимов продолжил командовать 4-м корпусом ПВО. В мае 1946 года был назначен на должность командира 7-го корпуса ПВО, затем — на должность командира 41-й дивизии ПВО, в ноябре 1948 года — на должность помощника командующего войсками ПВО Киевского района, а в июле 1949 года — на должность командира 25-й зенитно-артиллерийской дивизии.
В июне 1950 года Герасимов был направлен на учёбу на Высшие академические курсы при Высшей военной академии имени К. Е. Ворошилова, после окончания которых в июле 1951 года был назначен на должность заместителя начальника Управления боевой подготовки зенитной артиллерии Войск ПВО страны, в декабре 1952 года — на должность начальника Опытно-испытательного центра зенитной артиллерии Войск ПВО страны, в январе 1956 года — на должность заместителя командующего артиллерией Киевского военного округа по зенитной артиллерии, а в октябре 1958 года — на должность начальника войск ПВО — помощника командующего войсками этого же округа по ПВО.
Генерал-майор артиллерии Всеволод Аркадьевич Герасимов в январе 1960 года вышел в запас. Умер 3 июля 1984 года в Москве. Похоронен на Кунцевском кладбище.

## Награды
- Орден Ленина;
- Два ордена Красного Знамени;
- Орден Кутузова 2 степени;
- Два ордена Отечественной войны 1 степени;
- Медали.

## Семья
Жена - Звягина Сусанна Дмитриевна (вдова политрука Звягина Юрия Самуиловича, павшего 10 июля 1041 г. под дер. Дубровно Порховского района ленинградской области). Умерла в 1946 г.
Приемные дети:
- Юрий (Эрнст);
- Юлия;
- Владимир (Отто). В дальнейшем вернул себе изначальную фамилию Звягин.